# Olympia (målning)

Olympia av Édouard Manet, 1863. 103,5 x 190 cm. Musée d'Orsay, Paris

Olympia är en oljemålning av den franske konstnären Édouard Manet, utförd 1863. Den visades på Parissalongen 1865 och orsakade skandal, liksom hans målning Frukost i det gröna hade gjort två år tidigare vid De refuserades salong.
Manets Olympia är ett slags uppdatering av klassiska idealiserande målningar av lättklädda gudinnor och mytologiska figurer. Han har utgått från kända Venusbilder av renässansmålningar såsom Giorgiones Slumrande Venus och framför allt Tizians Venus från Urbino. Manets målning har samma komposition men rekvisitan är ny och kvinnan håller huvudet högt. Modellen var Manets favoritmodell Victorine Meurent, känd från Frukost i det gröna.
I Tizians målning ser vi en ung kvinna med svagt böjt huvud, inbjudande blick och med ena handen lätt vilande vid könet. Vid hennes fötter ligger en hund - symbolen för äktenskaplig trohet. I bakgrunden syns två kvinnor; en tjänarinna och en ung kvinna vid en brudkista, vilket symboliserar stundande bröllop och moderskap. Målningen anses vara en bild av en brud beställd av brudgummen för privat bruk. Den är utförd med syftet att vara erotisk.
I Manets Olympia är det en kvinna med upprätt huvud som ser rakt mot betraktaren utan inställsamhet. Hennes hand ligger stadigt över könet på ett sätt som visar att hon har kontroll över sin kropp och sin sexualitet. Vid hennes fötter står en svart katt med rest svans – en symbol för sexualitet; vid sängen en svart tjänarinna – vilket anspelar på ett sinnligt leverne. Blombuketten tyder på att hon har en beundrare och namnet Olympia var vid denna tid den typ av nom de guerre (”artistnamn”) som lyxprostituerade använde. Hon har en kameliablomma i håret vilket för tankarna till Alexandre Dumas skådespel Kameliadamen (1852) om den renhjärtade kurtisanen Marguerite. Hennes rum med schäslongen, dess blommiga schal, mönstret på tapeten och draperierna liknar en typisk borgerlig interiör från 1800-talet. Kvinnan vi ser avporträtterad är otvetydigt en samtida lyxprostituerad. 
Det den borgerliga parispubliken – äkta män, fruar, söner och döttrar – mötte i Manets målning på den populära salongen var inte en konventionell framställning av kärleksgudinnor som Venus eller Afrodite. Med Olympia stod de inför en prostituerad som ogenerat tittar på dem med en självmedveten blick. Målningen uppfattades som en provokation och skandalen var ett faktum. Även konstkritiker reagerade negativt och häcklade målningens motiv, symboler och konstnärliga utförande. 

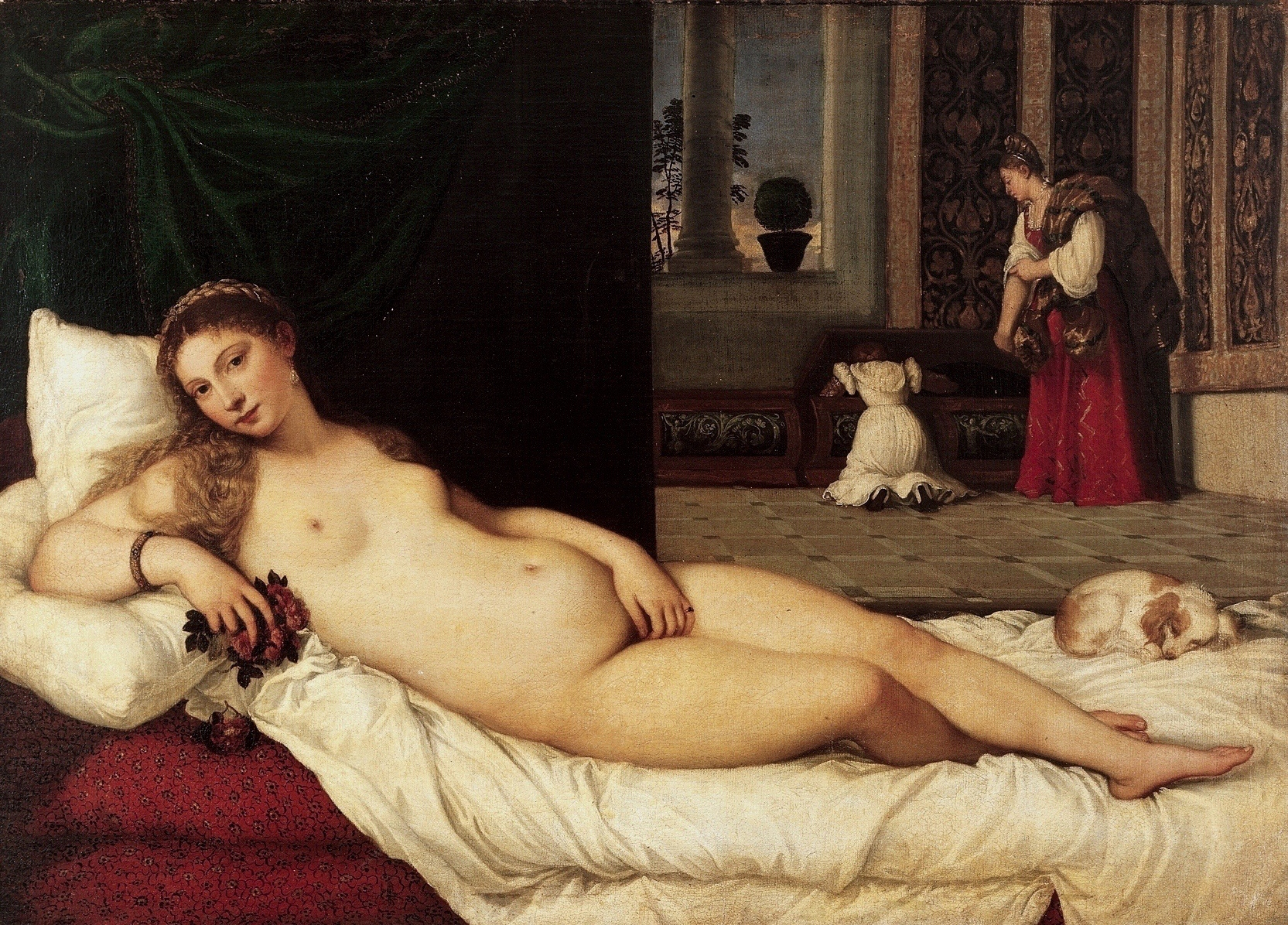
Tizian, Venus från Urbino, 1538. (Uffizierna, Florens)
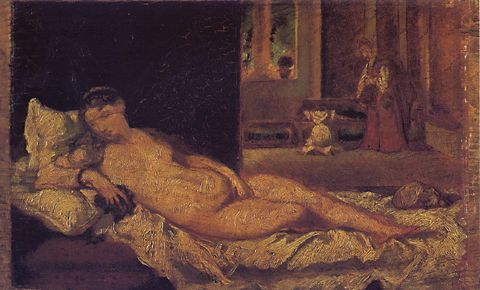
Manets skiss av Venus från Urbino som han gjorde vid ett besök i Uffizierna 1856.
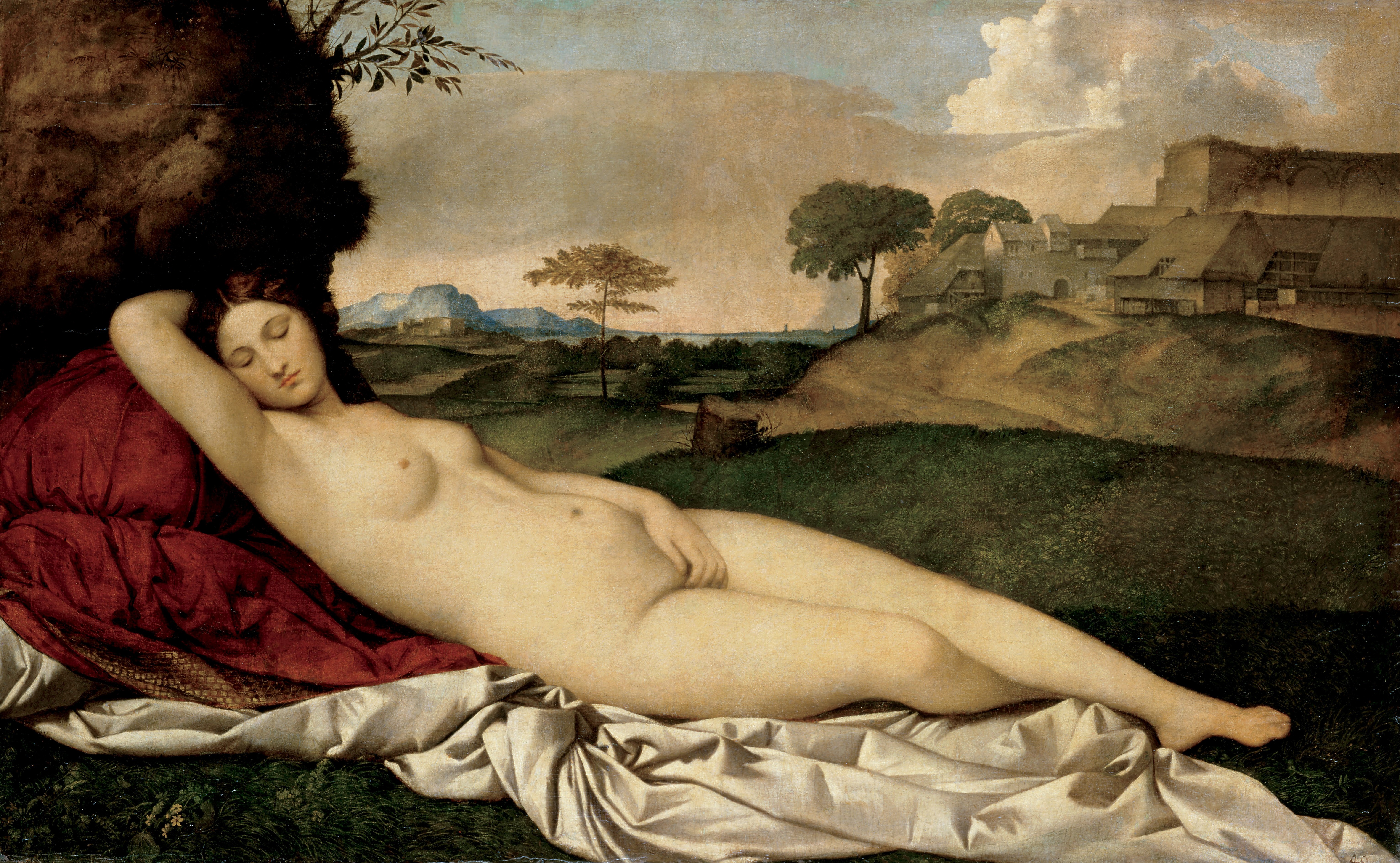
Giorgione, Slumrande Venus, 1510.(Gemäldegalerie Alte Meister, Dresden).
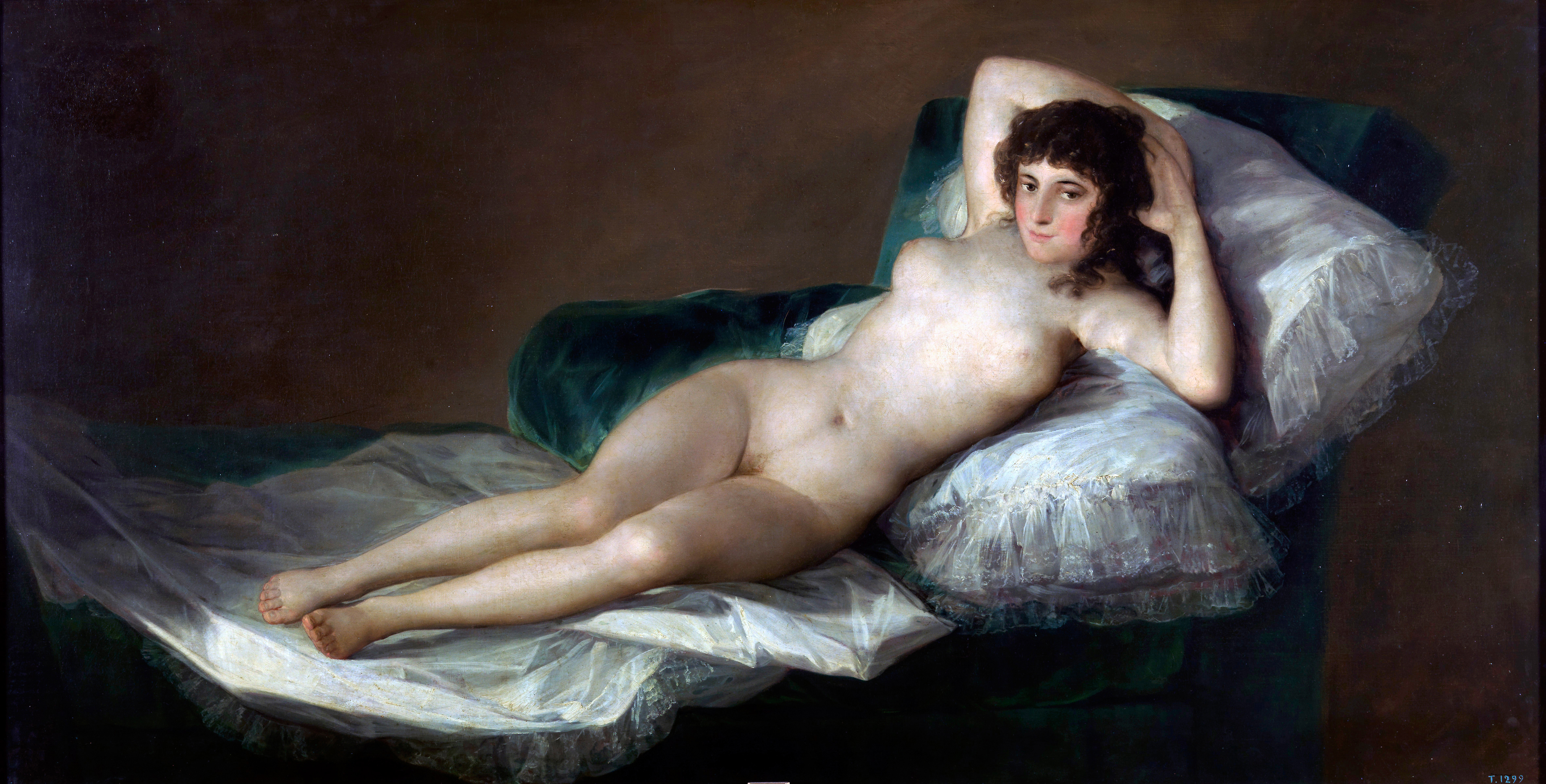
Francisco de Goya, Den nakna Maja, 1800. Manet kan även ha influerats av Goyas målning. (Pradomuseet, Madrid)

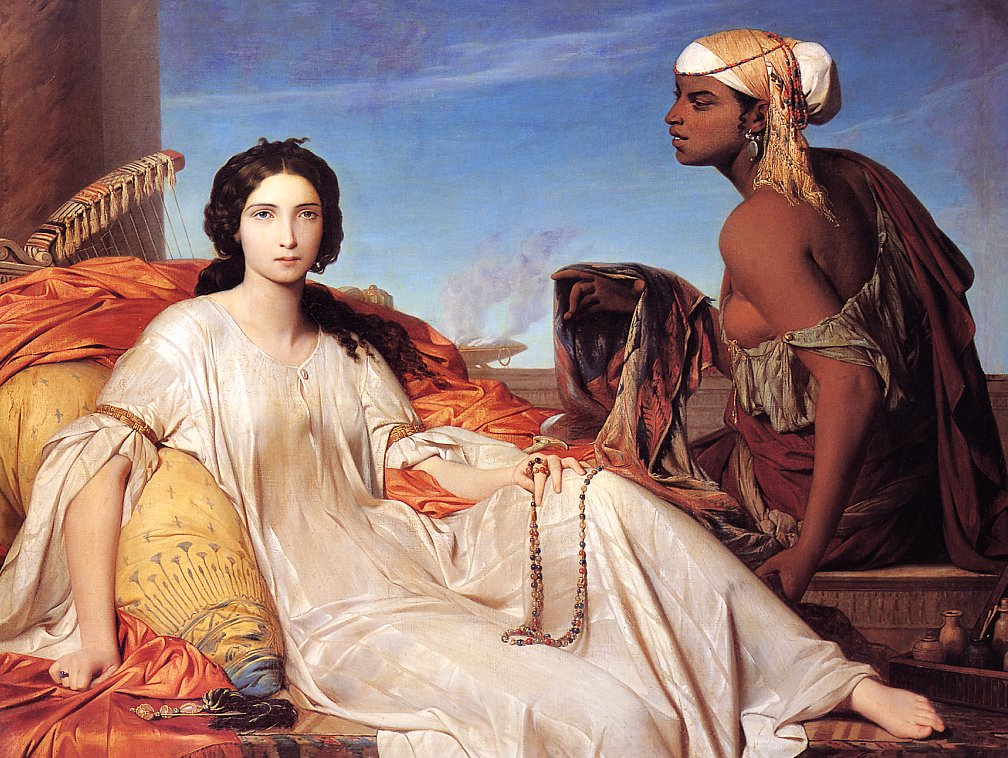
Odalisk av Léon Benouville, 1844. Svarta tjänarinnor var vanliga i målningar med erotiska motiv. (Musée des Beaux-Arts de Pau)
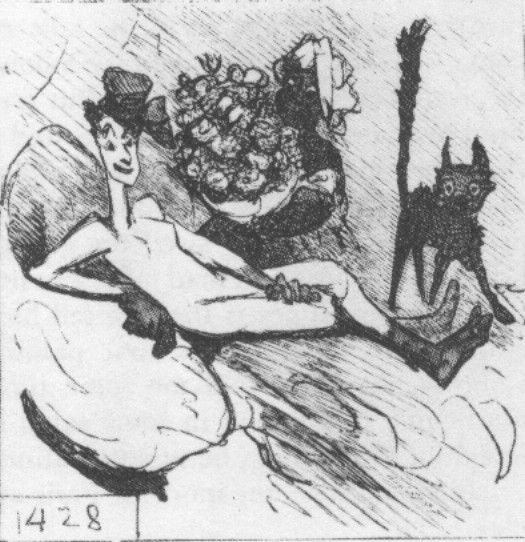
Häcklande karikatyrteckning av Manets Olympia av signaturen Cham 1865.
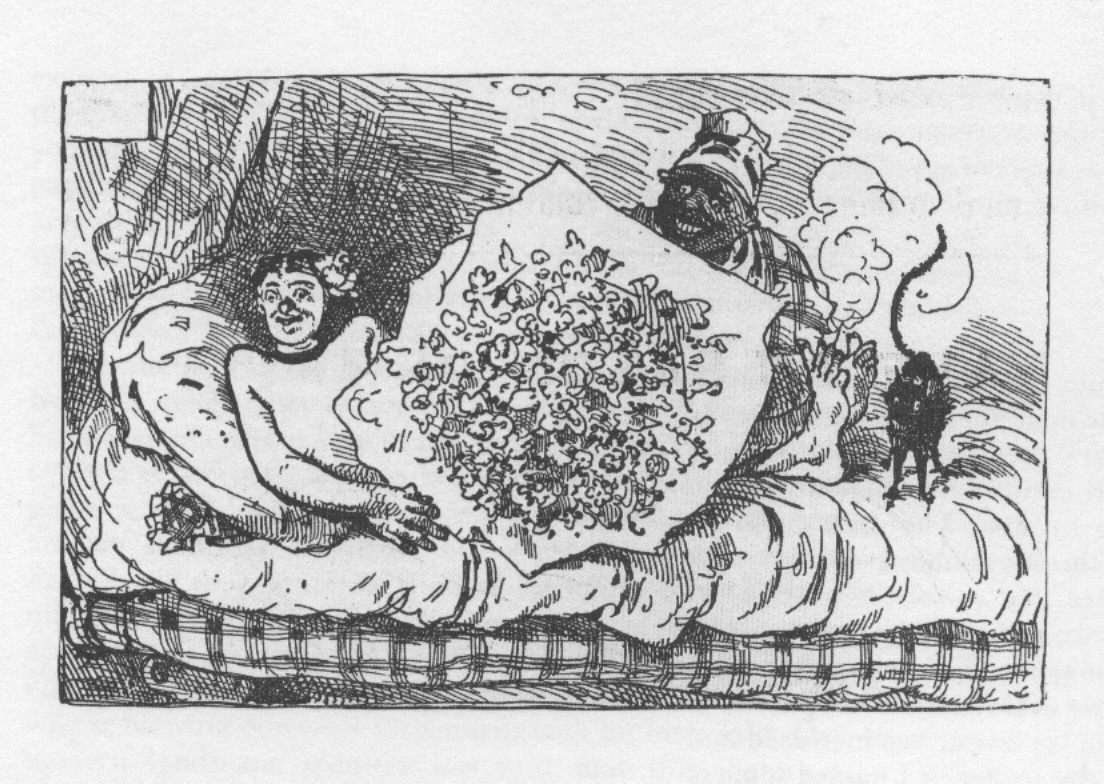
Olympia-karikatyr av tecknaren Bertall 1865.
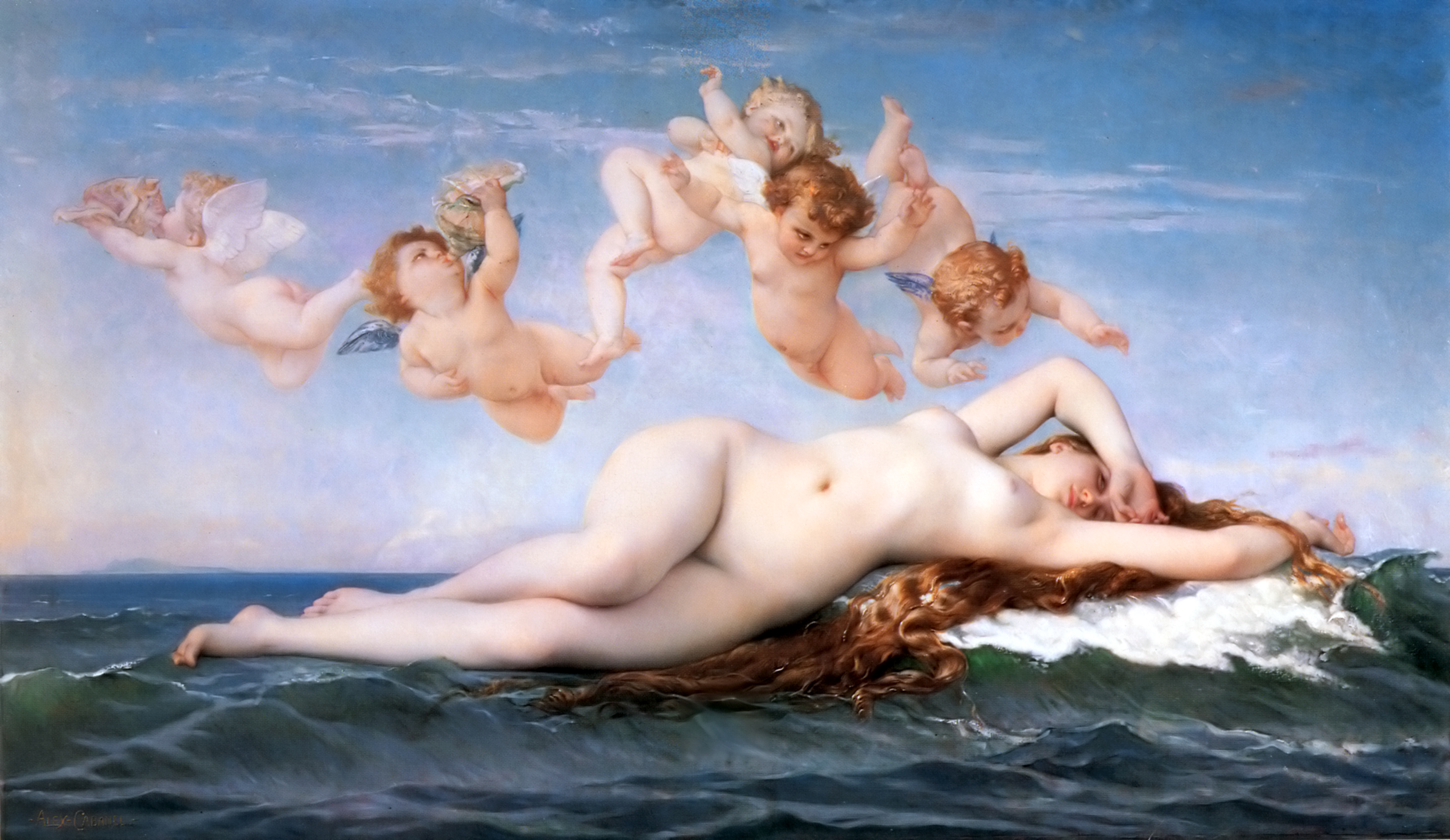
Alexandre Cabanels Venus födelse, som till skillnad från Olympia är gjord enligt tidens stilideal, köptes av Napoleon III vid Salongen 1865. (Metropolitan Museum of Art)